# Antoine Carr
Antoine Labotte Carr (ur. 23 lipca 1961 w Oklahoma City) – amerykański koszykarz, występujący na pozycjach silnego skrzydłowego lub środkowego.
W 1979 wystąpił w meczu gwiazd amerykańskich szkół średnich McDonald’s All-American oraz został zaliczony do II składu Parade All-American.

## Osiągnięcia
Na podstawie, o ile nie zaznaczono inaczej.
NCAA
- Uczestnik rozgrywek:
  - Elite 8 turnieju NCAA (1981)
  - turnieju NCAA (1984, 1985)
- Mistrz sezonu regularnego konferencji Missouri Valley Conference (MVC – 1981, 1983)
- Koszykarz roku konferencji MVC (1983)[4]
- Zaliczony do III składu All-American (1983 przez Associated Press)
- Drużyna Wichita State Shockers zastrzegła należący d niego numer 35

NBA
- Wicemistrz NBA (1997, 1998)

Drużynowe
- Wicemistrz:
  - Pucharu Europy Zdobywców Pucharów (1984)
  - Włoch (1984)

Indywidualne
- Uczestnik meczu gwiazd ligi greckiej (2002)

Reprezentacja
- Wicemistrz świata (1982)[5][6]